# Цовак
Цовак (вірм. Ծովակ) — село в марзі Гегаркунік, на сході Вірменії. Село розташоване на березі озера Севан на трасі Єреван — Севан — Мартуні — Варденіс, за 8 км на захід від останнього, за 5 км на південь від села Лчаван, за 5 км на північний схід від села Карчахбюр та за 5 км на південний захід від села Ваневан. Поруч з селом на пагорбі схилу розташована велика фортеця Залізної доби з клинописом Сардурі II (8 століття до н. е.).